# Płaska
Płaska, (Litouws: Plaskai) is een dorp in het Poolse woiwodschap Podlachië, in het district Augustowski. De plaats maakt deel uit van de gemeente Płaska en telt 370 inwoners.